# Aniek van Alphen
Aniek van Alphen (Hapert, 1 februari 1999) is een Nederlandse wielrenster. Ze is vooral actief in het veldrijden en op de mountainbike. 
Van Alphen staat bekend om het 'springen over de balkjes' in de cross. In het vrouwenpeloton is het springen over de balkjes in tegenstelling tot de mannen nog een zeldzaamheid. Slechts enkele vrouwen beheersen het springen over de balkjes. 
In het seizoen 2018-2019 reed ze regelmatig tussen de wereldtop bij de elites, toch reed ze kampioenschappen zoals het EK en NK nog bij de beloften. Op 4 november 2018 werd ze in Rosmalen tijdens de Europese kampioenschappen veldrijden achtste bij de beloften. Bij het NK mountainbiken wist ze op 21 juli 2019 in Sittard zilver te behalen, achter Ceylin del Carmen Alvarado bij de beloften.

## Carrière
Van Alphen begon met de sport korfbal. De korfbalcarrière van Van Alphen bij VVO Hapert duurde twee jaartjes. Ze was te gedreven zo bleek en kon haar ei niet goed kwijt.
Met twee vriendinnen ging Van Alphen in het voorjaar van 2011 naar een veldwedstrijdje in Bladel. Op de mountainbike van haar broer mocht ze meedoen en ze was meteen verkocht. Dat ze op één na laatste werd, maakte haar niet uit. Van Alphen vond het vooral erg leuk dus heeft ze zich meteen maar aangemeld bij HSW. Sindsdien is Van Alphen niet meer gestopt met fietsen, al combineerde zij haar favoriete sport een paar jaar met run-bike-run wedstrijden. Van de trainingen die zij bij TWC het Snelle Wiel van Twan van Gestel en Erwin van de Ven kreeg, plukt Van Alphen vandaag de dag nog steeds de vruchten. “Met nóg meer plezier nóg harder fietsen” is hun lijfspreuk, ook het balkenspringen heeft ze daar onder de knie gekregen.
Maar de combinatie run-bike-run versus wielrennen bleek niet haalbaar. Op haar vijftiende koos Van Alphen resoluut voor de fiets. Of liever gezegd fietsen, op de weg en met de crossfiets in het veld. Winnen bleek moeilijk tussen haar sterke jaargenoten, maar dat deerde haar niet om bij iedere wedstrijd vol overgave aan de start te staan.
Ieder jaar ging het een beetje beter. Bij de nieuwelingen maar vooral bij de junioren liet ze zich steeds meer van voren zien. Eind 2016 maakte Van Alphen de overstap naar WV Breda. Bij deze wielervereniging kon ze een mooi programma rijden met goede begeleiding van onder meer Camiel van den Bergh, die haar tot op de dag van vandaag nog steeds begeleidt. Zo stond ze aan de start van onder andere Gent-Wevelgem, Healthy Ageing Tour en EPZ Borssele.
Bij wegwedstrijden kan ze goed meekomen. Ze reed iedere koers als juniorvrouw in de voorste gelederen mee, zeker bij klimkoersen, Ook bij wedstrijden met de elitedames stond ze als junior haar mannetje. Toch heeft het veldrijden op dit moment haar voorkeur. Iedere week trainen in Alphen vindt ze helemaal geweldig en ze leeft zich daar dan helemaal uit. Techniek en uithoudingsvermogen zijn haar niet vreemd. 
Vanaf 2018 heeft Van Alphen besloten om vól te gaan voor het veldrijden. Dit betekende dus een goede voorbereiding op het seizoen en veel mountainbike wedstrijden rijden. Ze werd opgenomen in de ATB werkgroep met kans op het rijden van wereldbekers en zit in de NL selectie veldrijden met een mooie 8e plaats op het EK. Dat houdt overigens niet in dat ze bij wegwedstrijden niet meer zal starten, in tegendeel.
Van Alphen heeft in seizoen 2018/2019 voor een nieuwe ploeg gekozen. Ze maakte met veel plezier en inzet de overstap naar Kleur op maat – BNS Technics uit België.
In het seizoen 2020/2021 legt Van Alphen de lat weer een stukje hoger door de overstap te maken naar Credishop-Fristads, een van de crossploegen van de broers Roodhooft. Ze werd in 2021 op het WK in Oostende voor haar inspanningen beloond. Daar reed zij achter landgenote Fem van Empel naar het zilver in de titelstrijd van de beloften vrouwen. Een seizoen dat zij al in september met een daverende zege in Lokeren had ingezet. In wegwedstrijden maakt zij vanaf het seizoen 2020/2021 deel uit van het combinatieteam Plantur-Pura aan de zijde van Ceylin del Carmen Alvarado, Sanne Cant, Annemarie Worst, Manon Bakker, Yara Kastelijn, Marthe Truyen, Inge van der Heijden en Karen Verhestraeten.
In het seizoen 2022/2023 won ze de Superprestige-cross in Boom, de Niels Albert CX. Ze was ook geselecteerd voor het WK veldrijden van 2023 in Hoogerheide bij de elite, maar moest zich afmelden vanwege ziekte (Corona).

## Palmares

### Veldrijden

#### Resultatentabel elite
| Seizoen   |     | WK  | EK  | NK  |     | Klassementen | Klassementen | Klassementen | Klassementen |       | UCI- ranking |    | Podia | Podia | Podia | Aantal crossen |
| Seizoen   | WB  | WK  | EK  | NK  | SP  | Trofee       | TOI TOI      | Goud         | Zilver       | Brons | UCI- ranking |    |       |       |       | Aantal crossen |
| --------- | --- | --- | --- | --- | --- | ------------ | ------------ | ------------ | ------------ | ----- | ------------ | -- | ----- | ----- | ----- | -------------- |
| 2016-2017 |     | –   | –   | –   |     | –            | –            | –            | –            |       | –            |    | –     | –     | –     | 3              |
| 2017-2018 | –   | –   | –   | –   | –   | 38e          | –            | 339e         | –            | –     | –            | 11 |       |       |       |                |
| 2018-2019 | –   | –   | –   | –   | –   | 16e          | –            | 112e         | –            | –     | 1            | 24 |       |       |       |                |
| 2019-2020 | –   | –   | –   | 70e | 20e | 11e          | 44e          | 40e          | 2            | 2     | 2            | 29 |       |       |       |                |
| 2020-2021 | –   | –   | –   | 13e | 8e  | 9e           | –            | 15e          | 1            | –     | –            | 31 |       |       |       |                |
| 2021-2022 | –   | 12e | 11e | 20e | 5e  | 10e          | –            | 22e          | –            | –     | 2            | 32 |       |       |       |                |
| 2022-2023 | –   | 8e  | 7e  | 12e | 4e  | 7e           | –            | 12e          | 3            | 4     | 1            | 40 |       |       |       |                |
| 2023-2024 | 12e | 5e  | 6e  | 18e | ↑   | 10e          | –            | 14e          | 1            | 5     | 3            | 37 |       |       |       |                |
| 2024-2025 | 14e | 9e  | 5e  | 15e | 4e  | 21e          | –            | 15e          | 2            | 2     | 1            | 29 |       |       |       |                |
| Totaal    |     | –   | –   | –   |     | –            | –            | –            | –            |       | –            |    | 9     | 14    | 9     | 236            |

#### Podiumplaatsen elite
| Legenda                       |
| ----------------------------- |
| Wereldkampioenschappen        |
| Continentale kampioenschappen |
| Nationale kampioenschappen    |
| Wereldbeker                   |
| Superprestige                 |
| Trofee                        |
| Overige veldritten            |

| Nr.           | Seizoen       | Datum             | Veldrit                                                           | Cat.          | Wedstrijdserie     |               |
| Overwinningen | Overwinningen | Overwinningen     | Overwinningen                                                     | Overwinningen | Overwinningen      | Overwinningen |
| ------------- | ------------- | ----------------- | ----------------------------------------------------------------- | ------------- | ------------------ | ------------- |
| 1.            | 2019-2020     | 27 oktober 2019   | Munich Super Cross, München                                       | C1            | Overige (#1)       |               |
| 2.            | 2019-2020     | 4 januari 2020    | Troyes Cyclocross International, Troyes                           | C2            | Overige (#2)       |               |
| 3.            | 2020-2021     | 26 september 2020 | Rapencross Lokeren, Lokeren                                       | C2            | Ethias Cross (#1)  |               |
| 4.            | 2022-2023     | 9 oktober 2022    | International Cyclo Cross Bad Salzdetfurth, Bad Salzdetfurth (#1) | C2            | Overige (#3)       |               |
| 5.            | 2022-2023     | 3 december 2022   | Niels Albert CX, Boom                                             | C1            | Superprestige      |               |
| 6.            | 2022-2023     | 10 december 2022  | Cyclocross Essen, Essen                                           | C2            | Exact Cross (#2)   |               |
| 7.            | 2023-2024     | 17 september 2023 | Kleeberg Cross, Mechelen                                          | C2            | Overige (#4)       | [ 4 ]         |
| 8.            | 2024-2025     | 21 september 2024 | International Cyclo Cross Bad Salzdetfurth, Bad Salzdetfurth (#2) | C2            | Overige (#5)       | [ 5 ]         |
| 9.            | 2024-2025     | 22 september 2024 | International Cyclo Cross Bad Salzdetfurth, Bad Salzdetfurth (#3) | C2            | Overige (#5)       | [ 6 ]         |
| 2e plaatsen   |               |                   |                                                                   |               |                    |               |
| 1.            | 2019-2020     | 28 september 2019 | Chazal Cup, Vittel                                                | C2            | Overige (#1)       |               |
| 2.            | 2019-2020     | 21 december 2019  | Waaslandcross, Sint-Niklaas                                       | C2            | Soudal Classics    |               |
| 3.            | 2022-2023     | 10 september 2022 | 4 Bikes Festival Cyclocross Race, Lützelbach (#1)                 | C2            | Overige (#2)       |               |
| 4.            | 2022-2023     | 11 september 2022 | Internationaler GGEW Grand Prix, Bensheim                         | C2            | Overige (#3)       |               |
| 5.            | 2022-2023     | 17 september 2022 | Kleeberg Cross, Mechelen (#1)                                     | C2            | Overige (#4)       |               |
| 6.            | 2022-2023     | 16 januari 2023   | Cyclocross Otegem, Otegem (#1)                                    | C2            | Overige (#5)       |               |
| 7.            | 2023-2024     | 9 september 2023  | 4 Bikes Festival Cyclocross Race, Lützelbach (#2)                 | C2            | Overige (#6)       |               |
| 8.            | 2023-2024     | 15 oktober 2023   | GP Oisterwijk, Oisterwijk                                         | C2            | Overige (#7)       | [ 7 ]         |
| 9.            | 2023-2024     | 19 oktober 2023   | Kermiscross, Ardooie                                              | C2            | Overige (#8)       | [ 8 ]         |
| 10.           | 2023-2024     | 11 november 2023  | Jaarmarktcross Niel, Niel (#1)                                    | C1            | Superprestige (#1) | [ 9 ]         |
| 11.           | 2023-2024     | 9 december 2023   | Cyclocross Essen, Essen                                           | C2            | Exact Cross        | [ 10 ]        |
| 12.           | 2023-2024     | 15 januari 2024   | Cyclocross Otegem, Otegem (#2)                                    | C2            | Overige (#9)       | [ 11 ]        |
| 13.           | 2024-2025     | 15 september 2024 | Kleeberg Cross, Mechelen (#2)                                     | C2            | Overige (#10)      | [ 12 ]        |
| 14.           | 2024-2025     | 13 januari 2025   | Cyclocross Otegem, Otegem (#3)                                    | C2            | Overige (#11)      | [ 13 ]        |
| 3e plaatsen   |               |                   |                                                                   |               |                    |               |
| 1.            | 2018-2019     | 20 januari 2019   | Grand Prix Möbel Alvisse, Leudelange                              | C2            | Overige (#1)       |               |
| 2.            | 2019-2020     | 29 september 2019 | Canyon Cross Race, Vittel                                         | C2            | Overige (#2)       |               |
| 3.            | 2019-2020     | 28 oktober 2019   | Toi Toi Cup Slany, Slaný                                          | C1            | TOI TOI Cup        |               |
| 4.            | 2021-2022     | 11 september 2021 | Rapencross Lokeren, Lokeren                                       | C2            | Ethias Cross (#1)  |               |
| 5.            | 2021-2022     | 5 februari 2020   | Parkcross, Maldegem                                               | C2            | Ethias Cross (#2)  |               |
| 6.            | 2022-2023     | 20 oktober 2022   | Kermiscross, Ardooie                                              | C2            | Overige (#3)       |               |
| 7.            | 2023-2024     | 10 september 2023 | Internationaler GGEW Grand Prix Bensheim, Bensheim                | C2            | Overige (#4)       | [ 14 ]        |
| 8.            | 2023-2024     | 29 oktober 2023   | Wereldbeker Maasmechelen, Maasmechelen (#1)                       | CDM           | Wereldbeker (#1)   | [ 15 ]        |
| 9.            | 2024-2025     | 9 november 2024   | Cyclocross Rucphen, Rucphen                                       | C2            | Overige (#5)       | [ 16 ]        |

#### Resultatentabel beloften (U23)
| Seizoen   |             | WK  | EK   | NK  |               | Klassementen | Klassementen |       | Podia | Podia | Podia | Aantal crossen |
| Seizoen   | Wereldbeker | WK  | EK   | NK  | Superprestige | Goud         | Zilver       | Brons |       |       |       | Aantal crossen |
| --------- | ----------- | --- | ---- | --- | ------------- | ------------ | ------------ | ----- | ----- | ----- | ----- | -------------- |
| 2015-2016 |             | –   | –    | 13e |               |              |              |       | –     | –     | –     | 1              |
| 2016-2017 | –           | –   | 12e  | –   | –             | –            | 1            |       |       |       |       |                |
| 2017-2018 | –           | –   | 7e   | –   | –             | –            | 1            |       |       |       |       |                |
| 2018-2019 | –           | 9e  | 8e   | –   | 8e            | –            | –            | –     | 2     |       |       |                |
| 2019-2020 | 12e         | 11e | ↑    | –   | 6e            | –            | –            | 1     | 3     |       |       |                |
| 2020-2021 | ↑           | 4e  | Afg. | 6e  |               | –            | 1            | –     | 2     |       |       |                |
| Totaal    |             | –   | –    | –   |               | –            | –            |       | –     | 1     | 1     | 10             |

#### Podiumplaatsen beloften (U23)
| Nr.       | Seizoen   | Datum           | Veldrit                            | Cat.      | Wedstrijdserie               |
| 2e plaats | 2e plaats | 2e plaats       | 2e plaats                          | 2e plaats | 2e plaats                    |
| --------- | --------- | --------------- | ---------------------------------- | --------- | ---------------------------- |
| 1.        | 2020-2021 | 31 januari 2021 | Wereldkampioenschappen, Oostende   | CM        | Wereldkampioenschappen       |
| 3e plaats |           |                 |                                    |           |                              |
| 1.        | 2019-2020 | 12 januari 2020 | Nederlandse kampioenschap, Rucphen | CN        | Nederlandse kampioenschappen |

#### Resultatentabel nieuwelingen (U17) en junioren (U19)
| Seizoen                |                        | NK                     |                        | Podia                  | Podia                  | Podia                  | Aantal crossen         |
| Seizoen                | Goud                   | NK                     | Zilver                 | Brons                  |                        |                        | Aantal crossen         |
| ↓ Nieuwelingen (U17) ↓ | ↓ Nieuwelingen (U17) ↓ | ↓ Nieuwelingen (U17) ↓ | ↓ Nieuwelingen (U17) ↓ | ↓ Nieuwelingen (U17) ↓ | ↓ Nieuwelingen (U17) ↓ | ↓ Nieuwelingen (U17) ↓ | ↓ Nieuwelingen (U17) ↓ |
| ---------------------- | ---------------------- | ---------------------- | ---------------------- | ---------------------- | ---------------------- | ---------------------- | ---------------------- |
| 2014-2015              |                        | 13e                    |                        | –                      | –                      | –                      | 1                      |
| ↓ Junioren (U19) ↓     |                        |                        |                        |                        |                        |                        |                        |
| 2015-2016              |                        | 13e                    |                        | –                      | –                      | –                      | 1                      |
| 2016-2017              | 5e                     | –                      | –                      | –                      | 1                      |                        |                        |
| Totaal                 |                        | –                      |                        | –                      | –                      | –                      | 3                      |

### Mountainbiken
| Seizoen  | Wereldbeker | OS       | WK       | EK       | NK       | Overige  | Totaal aantal zeges |
| Junioren | Junioren    | Junioren | Junioren | Junioren | Junioren | Junioren | Junioren            |
| -------- | ----------- | -------- | -------- | -------- | -------- | -------- | ------------------- |
| 2017     |             | NVT      | DNS      | DNS      | 4e       |          | 0                   |
| Beloften |             |          |          |          |          |          |                     |
| 2018     |             | NVT      | DNS      | DNS      | Zilver   | Wetter   | 1                   |
| 2019     |             | NVT      | DNS      | DNS      | Zilver   |          | 0                   |

### Wegwielrennen

#### Resultaten in voornaamste wedstrijden
| Jaar | Ronde van Italië | Ronde van Frankrijk | Ronde van Spanje |
| ---- | ---------------- | ------------------- | ---------------- |
| 2021 |                  |                     |                  |
| 2022 |                  |                     |                  |
| 2023 |                  |                     |                  |
| 2024 | 76e              |                     | opgave           |
| 2025 | 49e              |                     | 106e             |

| Jaar | Ronde van Vlaanderen | Parijs-Roubaix |
| ---- | -------------------- | -------------- |
| 2021 | 100e                 |                |
| 2022 |                      | 73e            |
| 2023 |                      |                |
| 2024 |                      |                |
| 2025 |                      |                |

## Ploegen
- 2023 –  Fenix-Deceuninck Development Team
- 2024 –  Fenix-Deceuninck
- 2025 –  Fenix-Deceuninck

Alvarado · Cant · Couzens · De Wilde · Kastelijn · Kuijpers · Marturano · Perkins · Pieterse · Rooijakkers · Schrempf · Schweinberger · Stiasny · Truyen · van Alphen · van der Heijden · van Zuthem · Worst · Wright
Alvarado · Casasola · Couzens · De Wilde · Kastelijn · Kuijpers · Perkins · Pieterse · Rooijakkers · Schrempf · Schweinberger · Truyen · van Alphen · van der Heijden · van Zuthem · Worst